# H. D. 데베 고다
하라다나할리 도데고다 데베 고다(Haradanahalli Doddegowda Deve Gowda, 칸나다어: ಹರದನಹಳ್ಳಿ ದೊಡ್ಡೇಗೌಡ ದೇವೇಗೌಡ, 1933년 5월 18일 ~ )는 인도의 정치인이다. 1996년에서 1997년까지 제11대 인도의 총리를 직임했다.

## 생애
1933년 5월 18일 마이소르 왕국 하라다나할리(현재 인도 카르나타카 주 하산 현)에서 태어났다. 부모님은 논농업을 하시는 농부였다.
1950년 말, 하산 현에 있는 기술 학교에 들어가 토목공학 과정을 배웠다. 유년 시절, 아버지의 농업 일을 도우면서 컸고, 1953년 정계에 들어가기 전에는 건설업자로 일하기도 하였다. 1954년에는 체나마(Chennamma)와 결혼해 네 명의 아들과 두 명의 딸을 낳았다.

## 활동
1953년 국민회의에 입당하다 1962년 탈당하였다. 그 기간 동안, 홀렌나라시푸라(Holenarasipura) 지역의 안자네야(Anjaneya) 협동조합장과 동 지역의 자치구개발위원회 위원으로 일하였다.
1962년 카르나타카 주(Karnataka) 하원 선거에서 홀렌나라시푸라 선거구에서 무소속으로 출마해 당선됐다. 그 후, 1962년에서 1989년까지 같은 선거구에서 6선의 주의회 의원을 지냈다. 인디라 간디가 비상사태를 선포하고, 검거되어 수감되기도 했다.
1977년 자나타 당(Janata Party)에 들어가 1983년부터 1988년까지 라마크리슈나 헤그데(Ramakrishna Hegde)의 주정부의 장관을 역임하였다.
1994년 자나타달(Janata Dal)이 주의회 선거에서 승리한 뒤 주총리로 선출됐다.

### 제11대총리
1996년 총선 이후 고다는 13개의 군소정당이 중도좌파의 연합전선을 결성하고 대표가 되었다. 인도 인민당의 아탈 비하리 바지파이 총리가 취임 13일만에 사임해 샹카 디얄 샤르마 대통령은 후임으로 고다를 임명했다. 이유는 제2당의 당수고, 국민회의당의 지지를 받아 결국 제11대 총리로 지명되었다.  그리고, 3월 30일 국민회의파가 연립정부에서 나오고, 1997년 4월 12일 치러진 하원신임투표에서 패배 후 사임했다. 그래서, 1996년 6월 1일부터 1997년 4월 21일까지 역임하였다.
그 후, 카르나타카 지역을 중심으로 자나타달 (세속파)를 만들고 대표가 되었다. 그리고, 1996년에서 1998년까지 라자 사바(상원 의원), 2014년까지 6선의 로크 사바(하원 의원)을 지냈다. (1991년, 1998년, 2002년, 2004년, 2009년, 2014년)

## 같이 보기
- 인도의 총리

## 역대 선거 결과
| 선거명      | 직책명                     | 대수 | 정당     | 득표율 | 득표수    | 결과 | 당락                   |
| ----------- | -------------------------- | ---- | -------- | ------ | --------- | ---- | ---------------------- |
| 1967년 선거 | 주의원 (카르나타카 선거구) | 4대  | 무소속   | 0%     | 13,199표  | 1위  | 카르나타카 주의원 당선 |
| 1995년 선거 | 하원의원 (하산 선거구)     | 10대 | 자나타달 | 0%     | -표       | 1위  | 하산 하원의원 당선     |
| 1998년 선거 | 하원의원 (하산 선거구)     | 12대 | 자나타달 | 0%     | 336,407표 | 1위  | 하산 하원의원 당선     |
| 1999년 선거 | 하원의원 (하산 선거구)     | 13대 | 자나타달 | 0%     | 256,587표 | 2위  | 낙선                   |
| 2014년 선거 | 하원의원 (하산 선거구)     | 16대 | 자나타달 | 44.44% | 509,841표 | 1위  | 하산 하원의원 당선     |